# Łowin (Basse-Silésie)
Pour les articles homonymes, voir Łowin.
Łowin est une localité polonaise de la gmina de Sulików, située dans le powiat de Zgorzelec en voïvodie de Basse-Silésie.